# Davidius truncus
Davidius truncus är en trollsländeart som beskrevs av Chao 1995. Davidius truncus ingår i släktet Davidius och familjen flodtrollsländor. Inga underarter finns listade i Catalogue of Life.